# Albondón
Albondón est une commune espagnole située dans la partie nord orientale de la Costa Granadina, province de Grenade.

## Géographie

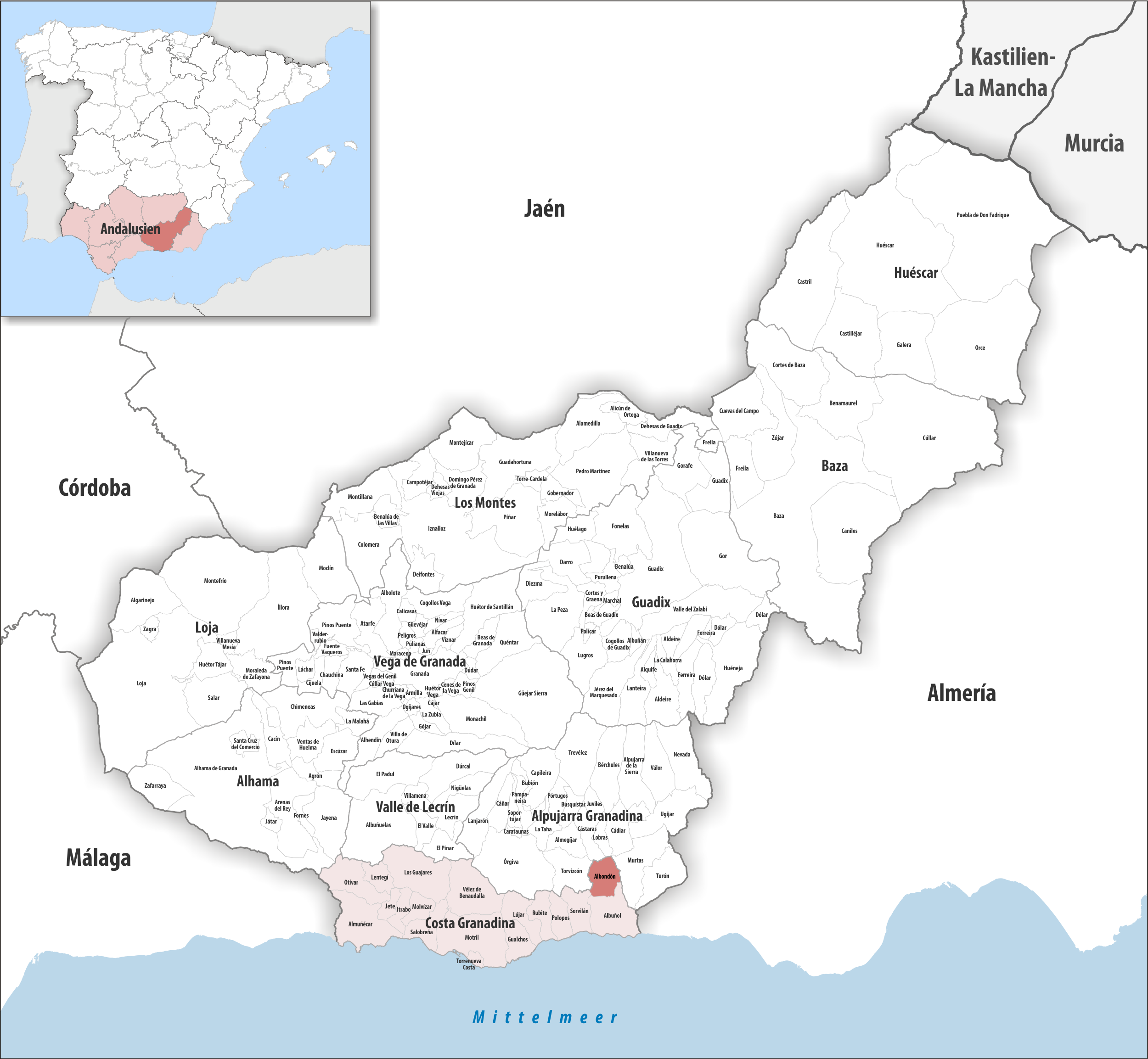
Albondón dans la comarque Côte grenadine, province de Grenade / en Andalousie

### Localisation
La commune d'Albondón se trouve dans le sud-sud-est de l'Espagne, dans le sud de la province de Grenade et à la pointe nord-est de la comarque Côte grenadine (en espagnol Costa Granadina).
Grenade est à 115 km nord-ouest ;
Almería à 92 km est ;
Madrid à 529 km nord ;
Malaga à 149 km ouest ;
Gibraltar à 287 km ouest-sud-ouest (distances par route).
Albondón fait partie de l'Alpujarra, petite région entre la sierra Nevada au nord et la mer Méditerranée au sud, limitée à l'ouest par la sierra de Lujar (es) et à l'est par la sierra de Gádor.

### Communes limitrophes
Albondón jouxte Cádiar au nord seulement par un quadripoint.

## Démographie
| 1930  | 1940  | 1950  | 1960  | 1970  | 1981  | 1991  | 2001  | 2005 |
| ----- | ----- | ----- | ----- | ----- | ----- | ----- | ----- | ---- |
| 2 879 | 2 895 | 2 788 | 2 595 | 2 064 | 1 745 | 1 358 | 1 027 | 929  |

| 2006 | 2007 | - | - | - | - | - | - | - |
| ---- | ---- | - | - | - | - | - | - | - |
| 914  | 915  | - | - | - | - | - | - | - |

## Communes limitrophes
Cástaras, Lobras, Murtas, Albuñol, Sorvilán, Torvizcón.

## Économie
Le travail de la terre
Dans l'Alpujarra, les terres cultivées représentent plus de 35% de l'occupation des sols – mais Albondón fait là figure d'exception car 85% de son sol est occupé par des terres cultivées. Les terres consacrées aux pâturages permanents et aux espèces forestières sont très réduites ; la culture la plus répandue est de loin le fruitier.
Vin de pays Contraviesa-Alpujarra
Cette petite région est aussi celle de l'appellation « vin de pays » (es) (Vino de la Tierra) Contraviesa-Alpujarra – une appellation remplacée en 2009 par « Cumbres del Guadalfeo » (es),. Elle fait partie d'une région viticole plus prisée qu'un simple vin de pays : le « vin de Grenade » (es), une denominación de origen protegida, équivalent espagnol de l'AOP française. 

Cependant le vignoble y représente dans la plupart des cas un pourcentage inférieur à 5 % du total des terres cultivées ; seules deux communes ont plus de 20% de leurs terres cultivées occupées par des vignes et Albondón est l'une de ces deux-là. Il faut aussi préciser que les organismes officiels ont bien du mal à déterminer les quantités de vin produites, essentiellement pour deux raisons : c'est surtout une production familiale souvent non déclarée, et c'est dans une zone économiquement déprimée. Ainsi les chiffres du Censo Agrario sont généralement (mais pas toujours) inférieurs à ceux donnés par le Catastro Vitivinícola ou l'Anuario Estadístico de Andalucía, parfois dans des proportions variant de 1 à 5 et même plus.

Le vin à Albondón
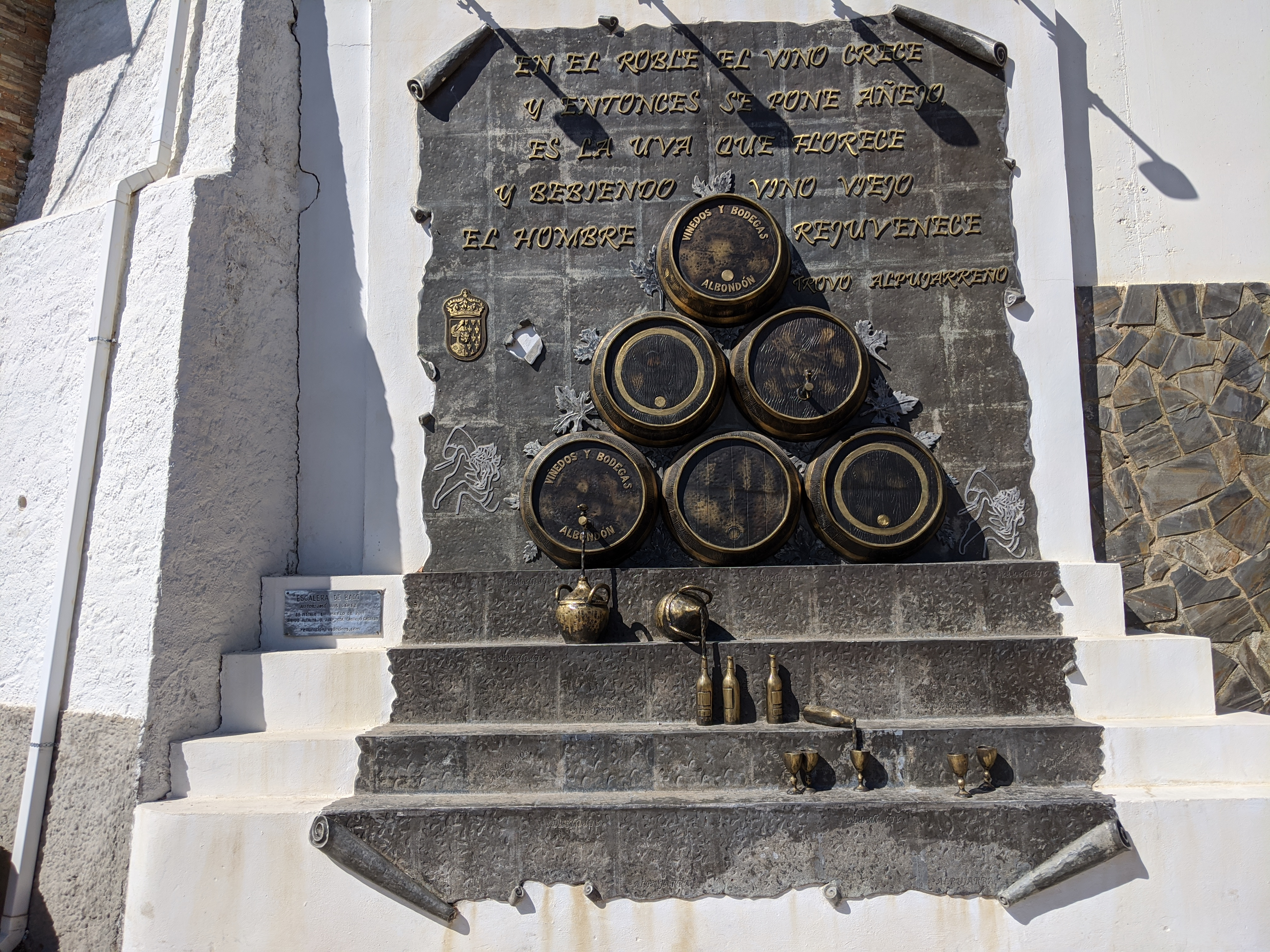
Monument au vin
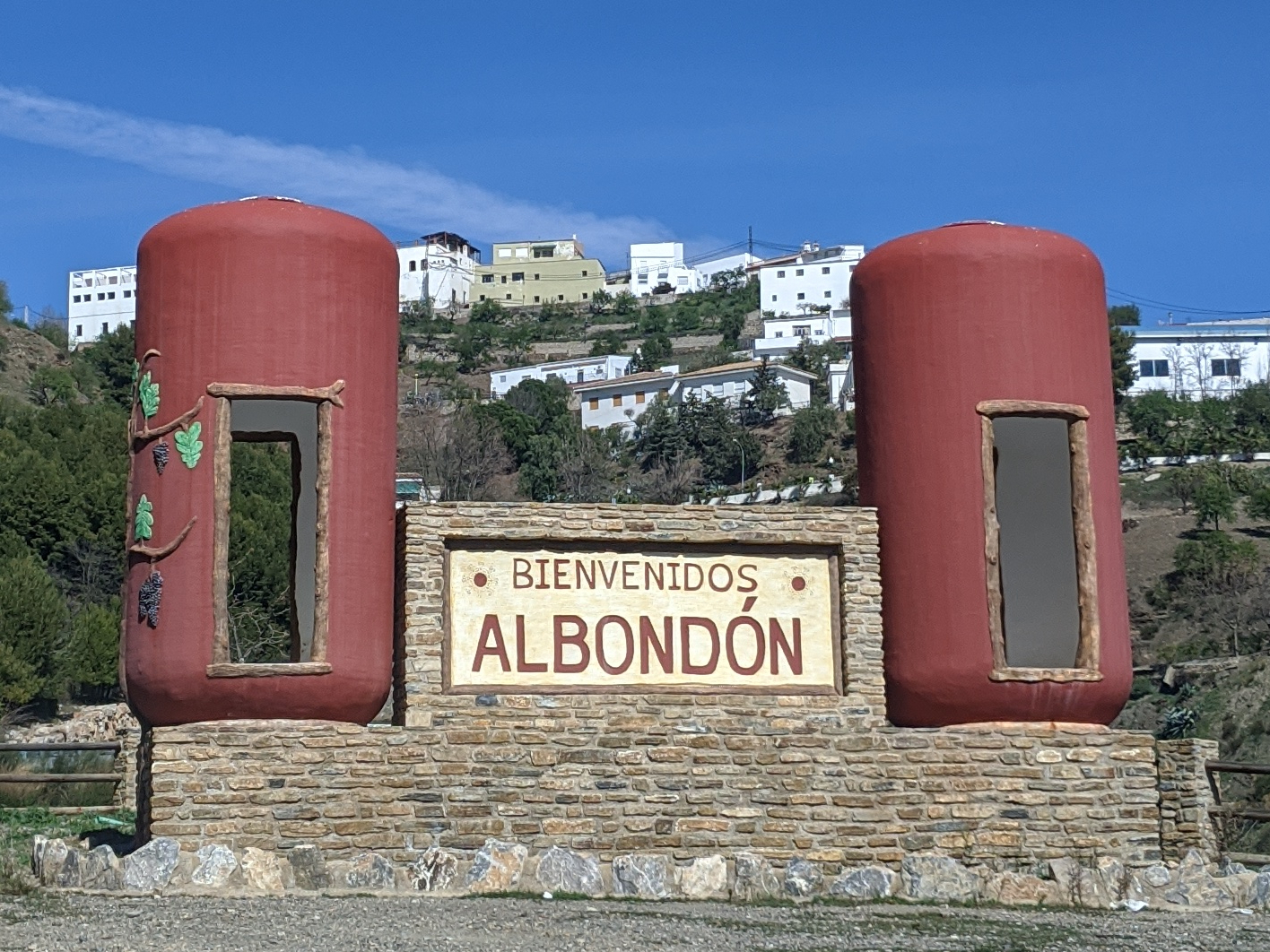
L'accueil du village montre des grappes de raisin
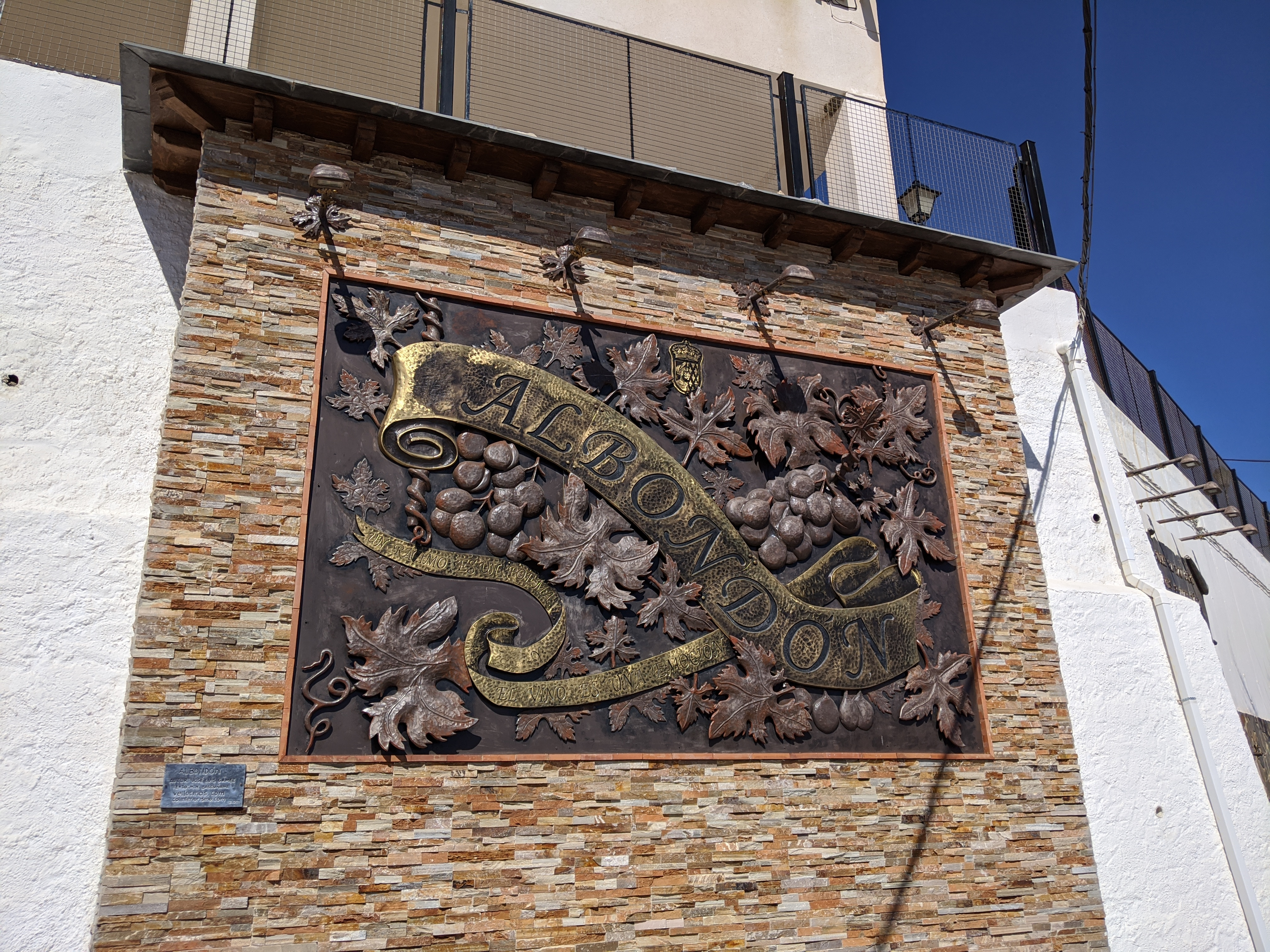
Panneau de la vigne
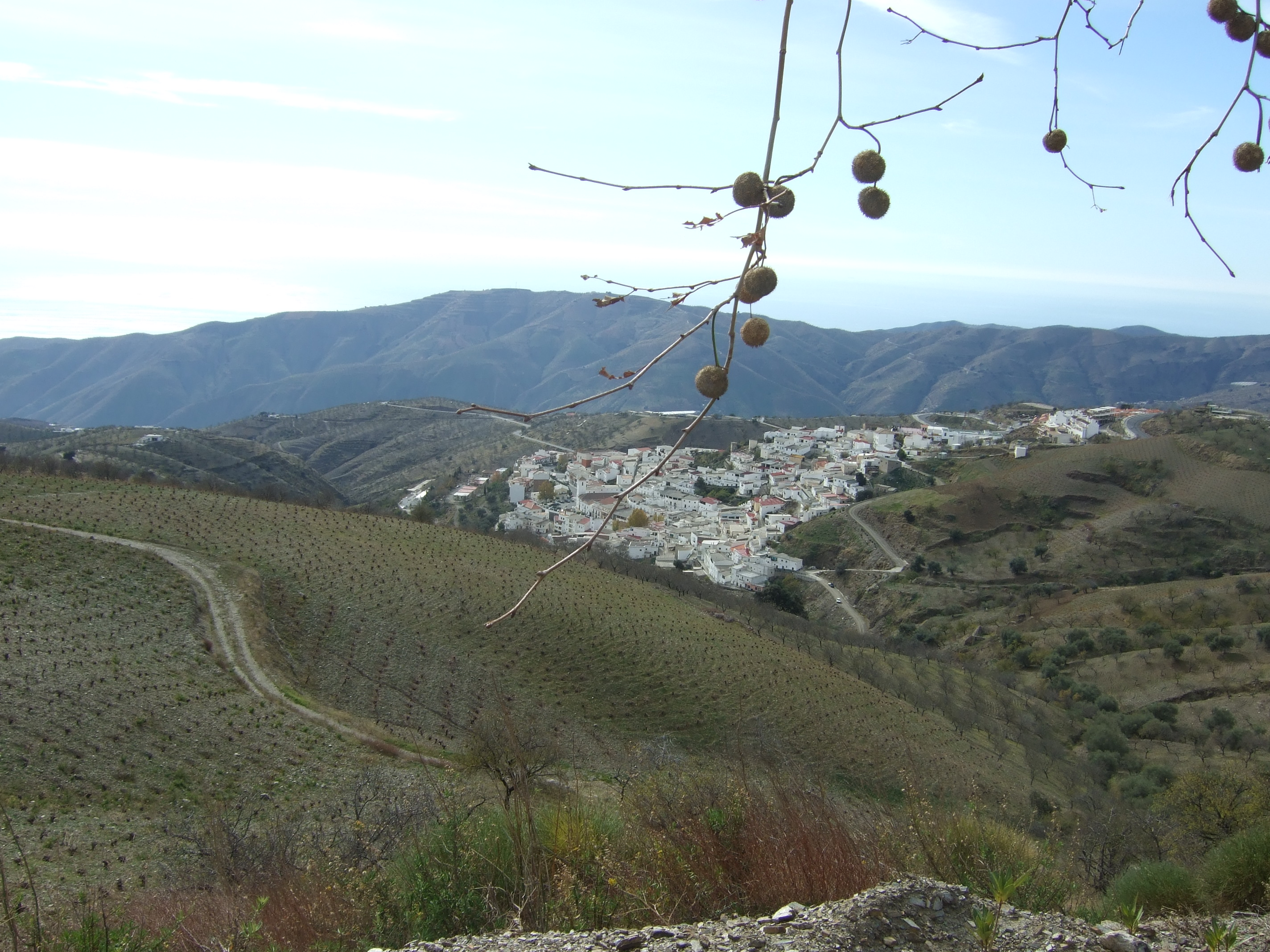
Colline couverte de vignes